# Close-Inseln
Die Close-Inseln sind eine Gruppe aus drei kleinen Inseln vor der Küste des ostantarktischen Georg-V.-Lands. Sie liegen im westlichen Abschnitt der Einfahrt zur Buchanan Bay.
Teilnehmer der Australasiatischen Antarktisexpedition (1911–1914) unter der Leitung des australischen Polarforschers Douglas Mawson entdeckten sie. Mawson benannte die Inselgruppe nach John Henry Collinson Close (1871–1949), einem Teilnehmer der Forschungsreise.